# Cálice de Hígia

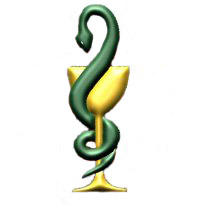
Cálice de Hígia

Cálice de Hígia é um dos símbolos da farmácia. Hígia, filha de Asclépio e Epione, foi a deusa grega da saúde.

## Significado simbólico do cálice de Hígia
Várias estátuas e monumentos retratam a deusa grega Hígia segurando uma pátera com uma serpente enrolada em torno dela e simulando comer algo do cálice. Alguns interpretam o cálice de Hígia com a serpente como um símbolo da vida em harmonia com a Deusa mãe. A serpente pode simbolizar o paciente que escolhe partilhar ou não da medicina para se ajudar, decidindo sobre o próprio bem-estar e fazendo as escolhas corretas. O réptil retratado partilhando do cálice também se relaciona às crenças antigas de que serpentes são um símbolo de cura e sabedoria. Na época, acreditava-se que os mortos foram ao fundo da terra para habitar no Hades, uma terra onírica, nem boa nem má. As serpentes tinham contato com os mortos e possivelmente carregavam até as almas dos ancestrais, que retornavam para ajudar os vivos. Então a ideia era a de que esses animais são dotados de muita sabedoria, visto que carregavam as almas de sabedoria ancestral.

## Uso do símbolo por associações medicinais
O cálice, copo, ou vinho de Hígia com uma serpente envolvida tornou-se um símbolo associado a farmacêuticos em todo o mundo, como por exemplo, da "Associação dos Farmacêuticos dos EUA" retratada como um cálice medicinal; A Associação Farmacêutica do Canadá, bem como várias outras associações farmacêuticas ou de cura em todo o mundo. A "Associação Australiana Farmacêutica" usa uma versão de cálice que exibe duas serpentes na borda, e que a grosso modo representa a forma de um caduceu.  A Federação Farmacêutica Internacional desenvolveu por sua vez um logotipo do Cálice de Hígia composto pelas letras FIP.